# Апрель 2008 года

Список событий апреля 2008 года.

## События

### Важнейшие
Этот раздел включается в статью 2008 год. Здесь должны быть размещены важнейшие события апреля 2008 года
- 1 апреля — весенний призыв в армию России. С этого года призывники в России служат всего 12 месяцев. Одновременно отменены многие отсрочки от призыва.
- 2 апреля — начало саммита Североатлантического альянса (НАТО) в Бухаресте[1].
- 3 апреля
  - Международный музыкально-культурный фестиваль «Весна».
  - Международный турнир по смешанным единоборствам М-1 Challenge, прошёл в России в Санкт-Петербурге в ДС «Ледовый».
- 5 апреля
  - Визит президента США Джорджа Буша в Сочи[2].
  - В Санкт-Петербурге прошла эстафета олимпийского огня, в которой приняли известные звёзды и спортсмены.
- 14 апреля — лидер правоцентристской коалиции Сильвио Берлускони победил на досрочных выборах в Италии.
- 21 апреля — возобновлено почтовое сообщение между Россией и Грузией, прерванное в октябре 2006 года.
- 27 апреля — празднование православной Пасхи.
- 30 апреля — согласно генетической экспертизе, было подтверждено, что останки, найденные в 2007 году, принадлежат цесаревичу Алексею Николаевичу и княжне Марии Николаевне[3].

### Все события апреля 2008 года
- 1 апреля
  - Почтовые службы Швеции и Дании подписали письмо о намерении совершить слияние. Главный офис планируется разместить в Стокгольме.
  - Министр иностранных дел Финляндии Илкка Канерва снят с поста из-за скандала: он отправил стриптизёрше больше 200 SMS на деньги налогоплательщиков.
  - Задержки в публикации официальных результатов парламентских и президентских выборов в Зимбабве породили волну слухов о возможной подтасовке результатов голосования.
- 7 апреля
  - Сразу после завершения встречи в Сочи президентов Путина и Буша прогремел мощный взрыв[источник не указан 2045 дней].
  - Мэр Парижа Бертран Деланоэ отменил церемонию передачи олимпийского огня, из-за постоянных атак активистов организаций, протестующих против подавлений народных выступлений в Тибете.
- 8 апреля
  - Старт корабля «Союз ТМА-12» с экипажем 17-й основной экспедиции МКС, включая первого космонавта Южной Кореи.
  - В княжестве Монако выпущена почтовая марка, посвящённая 50-летию присуждения Нобелевской премии Борису Пастернаку за роман «Доктор Живаго» в 1958 году. Автор — художник Георгий Шишкин.
- 9 апреля
  - На границе между Афганистаном и Пакистаном умер (предположительно, от гепатита) один из лидеров «Аль-Каиды» Абу аль-Обаида аль-Масри, организатор терактов в Лондоне 7 июля 2005 года.
- 10 апреля
  - Европейский парламент призвал лидеров Европейского союза бойкотировать церемонию открытия Олимпийских игр в Пекине в том случае, если Китай не начнет переговоры с Далай-ламой по ситуации в Тибете.
- 11 апреля
  - Катастрофа Ан-32 под Кишинёвом.
- 13 апреля
  - Премьер-министр Австралии Кевин Радд сообщил, что губернатор Квинсленда Квентин Брюс станет следующим генерал-губернатором Австралии. Госпожа Брюс — первая женщина, удостоенная столь высокой должности.
  - Олимпийский огонь прибыл в Танзанию. Церемония его передачи прошла в спокойной обстановке.
- 14 апреля
  - Лидер коалиции «Народ свободы» Сильвио Берлускони в третий раз стал премьер-министром Италии. Основная борьба на выборах происходила между ним и главой Демократической партии Вальтером Вельтрони.
  - Газопровод Набукко: с Туркменистаном достигнута договорённость о поставке 10 миллиардов кубических метров природного газа в год для Европейского союза, чтобы уменьшить его зависимость от газа из России.
  - Всемирный банк объявил о том, что предпримет энергичные меры по преодолению существенного роста цен на базовые виды продовольствия, который может привести к гражданским беспорядкам в развивающихся странах.
- 15 апреля
  - 13-летний германский школьник поправил сделанные НАСА расчёты вероятности столкновения астероида 99942 Апофис с Землёй. Вероятность оказалась больше в 100 раз: 450 к 1 вместо 45000 к 1 рассчитанных ранее.
  - В Конго потерпел крушение самолёт компании «Hewa Bora Airways». Большинство пассажиров спасены, живы все 7 членов экипажа.
- 16 апреля
  - Суд Зимбабве оправдал двух британских журналистов, освещавших ход местных президентских выборов.
  - Катастрофа Ми-2 в Берёзовке.
- 17 апреля
  - Владимир Путин в ходе большой зарубежной поездки встретился с Сильвио Берлускони.
- 18 апреля
  - Докеры контейнерного терминала южноафриканского порта Дурбан, члены Satawu отказались осуществлять разгрузку прибывшего из Китая судна «An Yue Jiang» с 77 тоннами оружия для Зимбабве на борту.
  - Южная Корея сняла запрет на импорт говядины из США, введённый осенью 2007 года из-за подозрений, что в мясе могут присутствовать вирусы коровьего бешенства.
  - Маршалловы острова признали независимость Косово.
  - В Науру распущен парламент.
- 19 апреля
  - «Союз ТМА-11» успешно совершил посадку, но по баллистической траектории, в результате чего космонавты, Юрий Маленченко, Пегги Уитсон и Йи Сойон испытали 9-кратные перегрузки.
- 20 апреля
  - По сообщению посольства России в Бишкеке, офицеры подверглись вооруженному нападению со стороны сотрудников местного МВД. Представители министерства утверждали, что местные правоохранительные органы были спровоцированы неадекватным поведением задержанных.
- 21 апреля
  - В Багдаде ракета поразила штаб политической партии Высший исламский совет Ирака.
- 23 апреля
  - Дания эвакуировала свои посольства из Афганистана и Алжира из-за карикатурного скандала.
- 24 апреля
  - Маоистская коммунистическая партия Непала по итогам выборов заняла вдвое больше мест, чем следующая за ней по популярности партия.
- 26 апреля
  - После роспуска парламента 18 апреля в Науру прошли выборы.
- 28 апреля
  - Торнадо пронеслись через центральную и юго-восточную Вирджинию, при этом они ранили больше 200 человек и разрушили множество зданий.
  - Компания Mars, Incorporated объявила о покупке компании Wm. Wrigley Jr. Company самого большого в мире производителя жевательной резинки, оценочной стоимостью в 23 миллиарда долларов. Сделка была частично профинансирована Berkshire Hathaway, холдинговой компанией, принадлежащей Уоррену Баффету.
- 29 апреля
  - Швейцарский учёный Альберт Хофманн, известный всему миру как создатель наркотического средства ЛСД, скончался в возрасте 102 лет в своём доме в городе Базель.